# ボリデン
ボリデン（スウェーデン語: Boliden AB）は、スウェーデン・ストックホルムに本拠を置き、鉱山開発および製錬を中心とする資源開発を行う企業。現在はスウェーデン・フィンランド・ノルウェーおよびアイルランドに鉱山と精錬所を持つ。ナスダック・ストックホルム上場企業（Nasdaq Nordic BOL）。

## 沿革
1924年12月10日、スウェーデン北部・シェレフテオ北西に位置するFågelmyranで鉱山が発見され、ボリデン鉱山と呼ばれるようになったことを起源とする。実業家イーヴァル・クルーガーの出資を受け、1931年に2つの鉱山事業体が統合されBolidens Gruvaktiebolagが設立、グループの基礎となった。世界恐慌中も事業は成長を遂げたものの、第二次世界大戦は資源不足と輸送の困難を引き起こしたが、当時世界最長の空中ケーブルや世界最深の地下電気鉄道による鉱石輸送を実施、1957年にスウェーデン中部の鉱山を保有するZinkgruvor ABの買収に成功した。1968年にスウェーデン北部、イェリヴァーレ郊外のアイティク銅鉱山が稼働を開始、1976年に買収によりリサイクル事業を開始した。
1986年にトレルボルグに株式を買収されたのち、事業買収はヨーロッパ外に及んだが、1990年代に深刻な落ち込みに入り、1996年にトレルボルグは株式を売却、カナダのトロントに本社が移転され、グローバルな鉱業事業者としての転身が期待されたものの、金属価格の低迷や、1998年にはスペインの子会社が産業事故を起こし、ドニャーナ国立公園を水源とする河川にカドミウムなど高酸性の重金属を流出させ、動物の死亡など深刻な環境破壊を引き起こしたことも相まって、2000年代初頭に設立以来の経営危機を迎えた。
2001年、本社をスウェーデンに戻し、2003年にオウトクンプが保有するフィンランドの鉱山および精錬所を買収、他方カナダの鉱山などの不振事業は売却され、経営の立て直しが行なわれた。2010年代にはスウェーデンおよびフィンランドでの事業拡大が行なわれている。

## 日本との関係
2021年、小松製作所がボリデンの保有するアイティク銅鉱山に無人ダンプトラック運行システムを導入、その後も鉱山用車両の納入によりボリデンとの協力関係を深めている。